# Cock Rig
Cock Rig är en kulle i Storbritannien.   Den ligger i kommunen Midlothian och riksdelen Skottland, i den centrala delen av landet, 500 km norr om huvudstaden London. Toppen på Cock Rig är 479 meter över havet, eller 78 meter över den omgivande terrängen. Bredden vid basen är 2,0 km.
Terrängen runt Cock Rig är kuperad norrut, men söderut är den platt.Runt Cock Rig är det glesbefolkat, med 16 invånare per kvadratkilometer. Närmaste större samhälle är Edinburgh, 17,6 km nordost om Cock Rig. Trakten runt Cock Rig består i huvudsak av gräsmarker.